# サフィン
サフィン（英: Safim）は、ギニアビサウ西部の町。ビサウ市の北、約15kmの位置にある。ビオンボ州サフィン区に位置し、サフィン区の首府である。